# Bad Birnbach
Bad Birnbach település Németországban, azon belül Bajorországban. Lakosainak száma 6003 fő (2023. december 31.). Bad Birnbach Pfarrkirchen, Dietersburg, Egglham, Triftern, Bayerbach (Rottal-Inn), Bad Griesbach im Rottal, Haarbach és Kößlarn községekkel határos.

## Népesség
A település népessége az elmúlt években az alábbi módon változott:
| Lakosok száma | 4980 | 4791 | 5516 | 5525 | 5604 | 5678 | 5743 | 5777 | 5947 | 6003 |
|               | 1970 | 1975 | 2011 | 2012 | 2014 | 2015 | 2017 | 2019 | 2022 | 2023 |